# Strada statale 10 (Serbia)
La strada statale 10 (in serbo Државни пут 10?, Državni put 10) è una strada statale della Serbia, che collega Belgrado con il confine rumeno presso Vatin.
È parte dell'itinerario europeo E70.